# Kalendarium powstania warszawskiego – 28 września

## 28 września, czwartek
Od tego dnia punkty oporu powstańczego to Żoliborz i Śródmieście.
Przegrupowanie oddziałów niemieckich na przedpolach Żoliborza. Z ok. 2500 żołnierzami AK walczyło ok. 8000 żołnierzy wspieranych dywizją pancerną Wehrmachtu, artylerią i lotnictwem.
W Śródmieściu skierowanie najsilniejszego ognia niemieckiego na rejon ulic Twardej, Siennej oraz placu Grzybowskiego. Na południu zaś na: plac Zbawiciela, ulicę Koszykową i ulicę Mokotowską. Patrole pod osłoną granatników i karabinów maszynowych podchodzą do pozycji polskich na ulicy Królewskiej, ulicy Towarowej i w okolicach Politechniki, lecz zostają odrzucone.
Rozmowa przedstawicieli Komendy Głównej AK z von dem Bachem, służąca wysłuchaniu postulatów strony niemieckiej w sprawie kapitulacji, praw kombatanckich i ewakuacji ludności.